# Bela Pratapgarh
Bela Pratapgarh – miasto w północnych Indiach w stanie Uttar Pradesh, na Nizinie Hindustańskiej.
Populacja miasta w 2001 roku wynosiła 71 835 mieszkańców.